# Persephonaster echinulatus
Persephonaster echinulatus är en sjöstjärneart som beskrevs av Hubert Lyman Clark 1941. Persephonaster echinulatus ingår i släktet Persephonaster och familjen kamsjöstjärnor. Inga underarter finns listade i Catalogue of Life.